# Erika Kinsey
Erika Anna Kristina Kinsey née  Wiklund (née le 10 mars 1988 à Östersund) est une athlète suédoise spécialiste du saut en hauteur.

## Biographie

### Débuts
En 2004 à l'âge de 16 ans, Erika Kinsey améliore son record personnel à Falun avec 1,86 m. En 2005, elle participe aux Championnats du monde jeunesse à Marrakech et prend la cinquième place de la finale avec 1,82 m.

### Changements
En 2007, elle déménage pour Stockholm dans le groupe d'entrainement de Michel Tornéus et d'Oscar Gidewall. Elle remporte quelques mois plus tard les Championnats d’Europe juniors avec une performance d'1,82 m. En 2008, Kinsey abandonne l'athlétisme par frustration et se met au Hockey sur glace avec l'équipe d'Oslo où elle déménagea.
Malheureusement, sa carrière s'arrête brusquement lorsqu'elle se casse une côte et se perfore un poumon. Kinsey décide donc de retourner à l'athlétisme. C'est alors qu'elle rencontra son mari, Daniel Kinsey, qu'elle décide de rejoindre aux États-Unis. Après trois ans de blessure, elle reprend la compétition en 2014 avec 1,88 m.

En mai 2015, elle bat son record personnel vieux de sept ans, en effaçant une barre à 1,92 m. Le 21 juin 2015, en représentant la Suède aux championnats d'Europe par équipes de Tcheboksary, Erika Kinsey bat par deux fois son record personnel en effaçant 1,94 m puis 1,97 m, et se classe 4e. Elle devient à cette occasion la troisième athlète suédoise de tous les temps, derrière Kajsa Bergqvist (2,08 m) et derrière Emma Green (2,01 m).

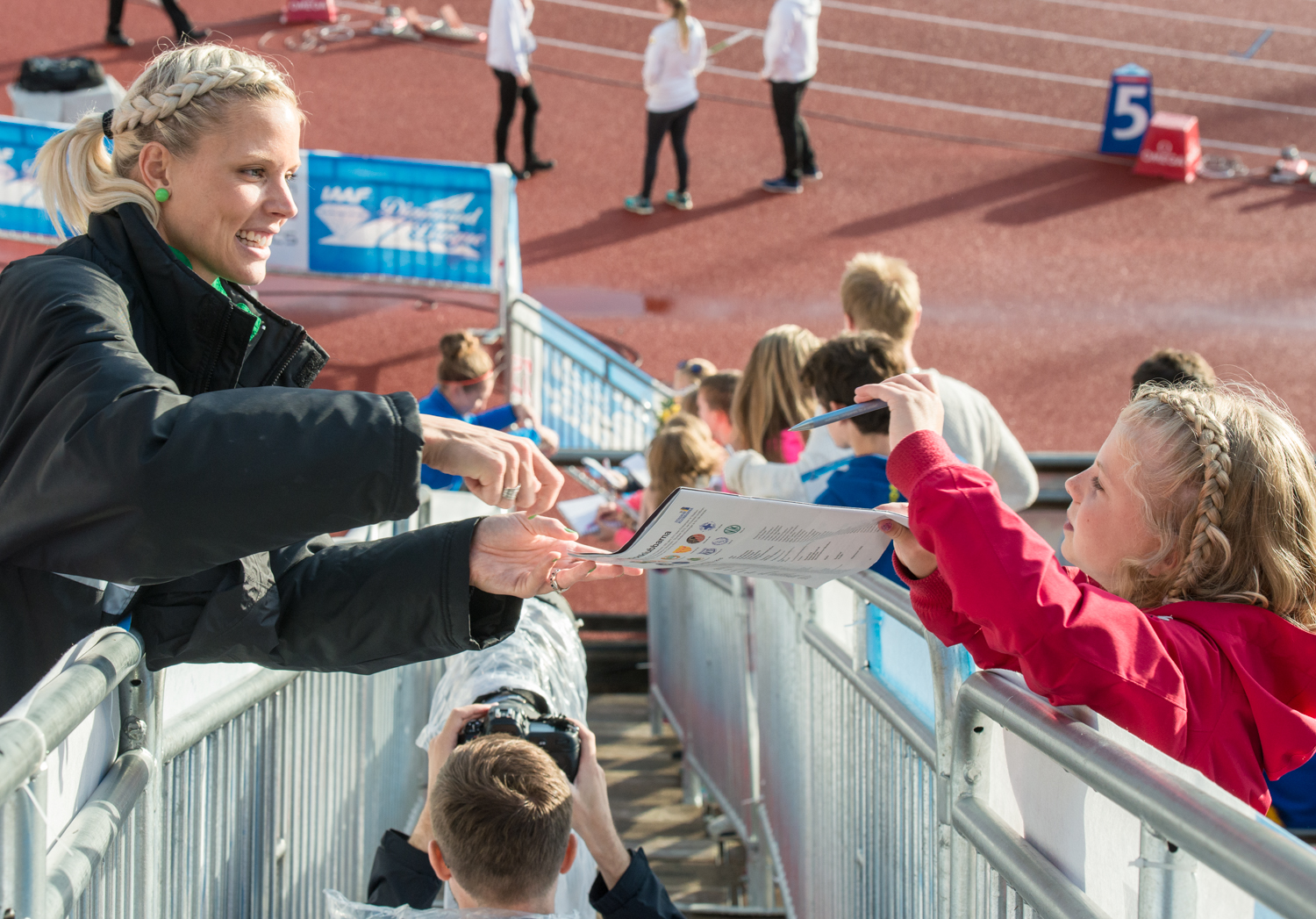
Erika Kinsey en 2015.

Une semaine plus tard, elle se rend à Monaco pour le Meeting Herculis et prend la 8e place avec 1,91 m, confirmant sa forme et sa régularité acquise depuis le début de la saison.
Elle est sélectionnée dans l'équipe de Suède pour participer aux Championnats du monde de Pékin se déroulant du 22 au 30 août mais est éliminée dès les qualifications en seulement 1,89 m.
Le 20 mars 2016, Kinsey se classe 8e de la finale des championnats du monde en salle de Portland avec 1,93 m, échouant à 1,96 m.
Diminuée par des blessures qui l'ont empêché d'atteindre les finales des Championnats d'Europe d'Amsterdam et les Jeux olympiques de Rio, Erika Kinsey décide de faire l'impasse sur la saison en salle 2017 afin de se concentrer sur celle en plein air. Fin juin 2017, elle franchit par deux fois la barre d'1,92 m, à Lund et Bühl, mais échoue à 1,94 m, barre synonyme de minimas pour les championnats du monde de Londres. Ces 1,94 m, elle les franchit le 9 juillet lors des Müller Anniversary Games. Le 10 août, elle est étonnement éliminée en qualifications des Championnats du monde de Londres, avec 1,85 m.
Le 18 février 2018, elle remporte le titre national en salle à Gävle avec 1,92 m, sa deuxième meilleure marque de sa carrière en salle.
Le 23 mai 2019, en fin de stage d'entraînement, elle participe à une compétition locale à Torremolinos : auteure des minimas pour les championnats du monde de Doha avec 1,94 m, elle bat également son record au saut en longueur avec 6,51 m. Le 30 mai, dans des conditions météorologiques difficiles (froid, pluie et vent), elle termine 3e du Bauhaus-Galan à domicile avec 1,90 m, derrière Mariya Lasitskene (1,92 m) et Yuliya Levchenko (1,90 m). Le 10 juin, elle remporte les FBK Games d'Hengelo avec un saut à 1,96 m, minimas pour les Jeux olympiques de 2020 et deuxième meilleure marque de sa carrière. Trois jours plus tard, lors des Bislett Games d'Oslo, étape de la Ligue de diamant, elle égale sa marque de 1,96 m et termine 2e du concours derrière Mariya Lasitskene (2,01 m).

## Palmarès

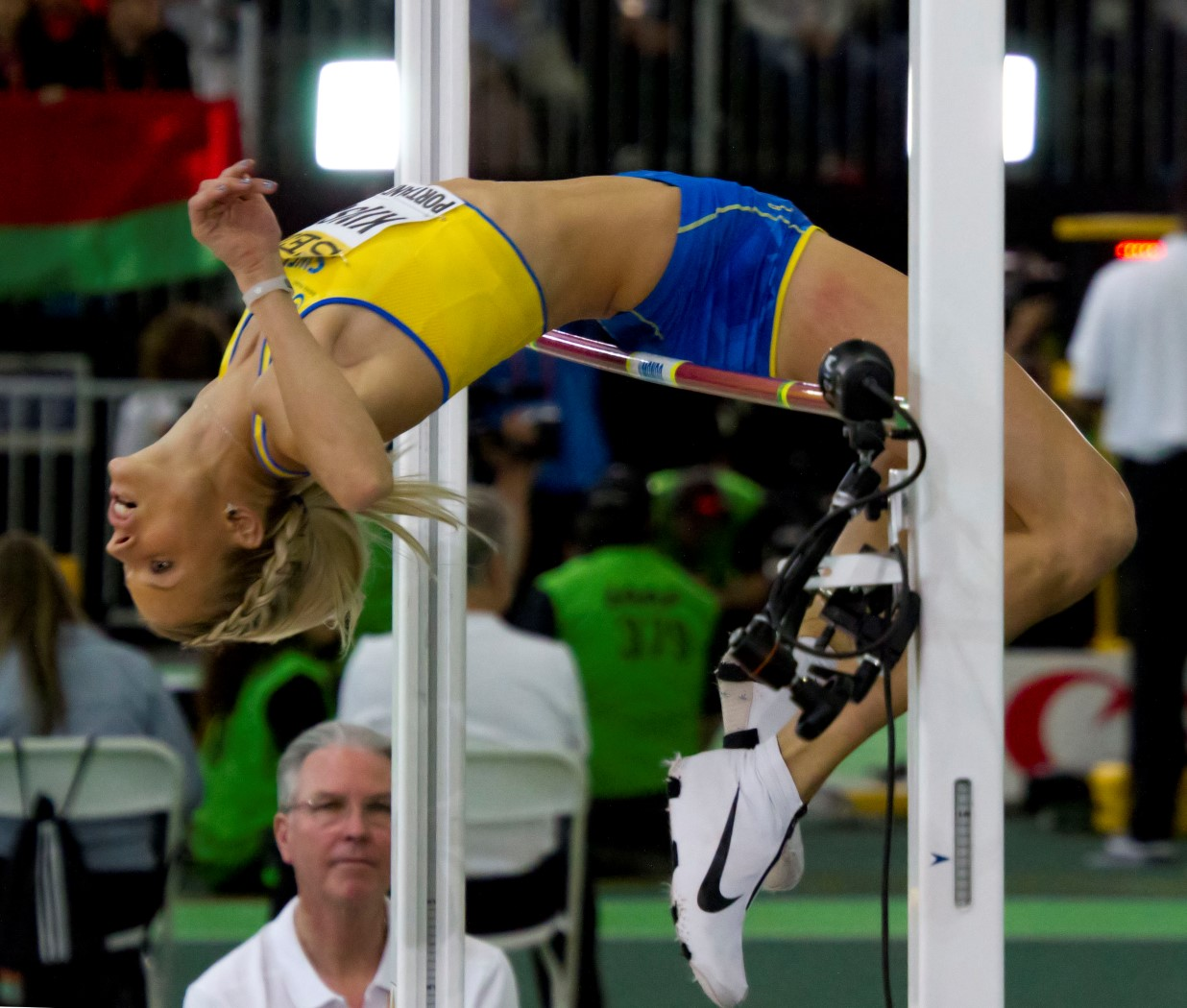
Erika Kinsey en 2016.

| Date | Compétition                        | Lieu                               | Résultat | Marque  |
| ---- | ---------------------------------- | ---------------------------------- | -------- | ------- |
| 2005 | Championnats du monde cadets       | Marrakech                          | 5e       | 1,82 m  |
| 2006 | Championnats du monde juniors      | Pékin                              | 8e       | 1,80 m  |
| 2007 | Championnats d'Europe juniors      | Hengelo                            | 1re      | 1,82 m  |
| 2009 | Championnats d'Europe espoirs      | Kaunas                             | 8e       | 1,83 m  |
| 2015 | Championnats d'Europe par équipes  | Tcheboksary                        | 4e       | 1,97 m  |
| 2015 | Ligue de diamant                   | Ligue de diamant                   | 5e       | détails |
| 2016 | Championnats du monde en salle     | Portland                           | 8e       | 1,93 m  |
| 2017 | Ligue de diamant                   | Ligue de diamant                   | 11e      | 1,80 m  |
| 2018 | Circuit mondial en salle de l'IAAF | Circuit mondial en salle de l'IAAF | 2e       | détails |
| 2018 | Championnats du monde en salle     | Birmingham                         | 7e       | 1,84 m  |
| 2018 | Championnats d'Europe              | Berlin                             | 13e      | 1,87 m  |
| 2018 | Ligue de diamant                   | Ligue de diamant                   | 4e       | 1,90 m  |
| 2019 | Championnats d'Europe en salle     | Glasgow                            | 7e       | 1,91 m  |
| 2019 | Championnats d'Europe par équipes  | Bydgoszcz                          | 2e       | 1,94 m  |
| 2019 | Ligue de diamant                   | Ligue de diamant                   | 8e       | 1,85 m  |

## Records
| Épreuve          | Épreuve   | Marque | Lieu             | Date                       |
| ---------------- | --------- | ------ | ---------------- | -------------------------- |
| Saut en hauteur  | Plein air | 1,97 m | Tcheboksary      | 21 juin 2015               |
| Saut en hauteur  | En salle  | 1,93 m | Portland Glasgow | 20 mars 2016 1er mars 2019 |
| Saut en longueur | Plein air | 6,51 m | Torremolinos     | 23 mai 2019                |
| Saut en longueur | En salle  | 6,35 m | Youngstown       | 18 janvier 2019            |